# Teater Blanca
Teater Blanca bildades 1999. Teatern har en stark konstnärlig ambition. De sätter ofta upp, för teatervärlden välkända pjäser, i bearbetad version. Teatern har sin fasta scen i centrala Uppsala. Våren 2016 består teatern av 17 skådespelare, en konstnärlig ledare, en musikalisk ledare, en kostymör, en administrativ arbetshandledare, en ljudtekniker och en ljustekniker. Inför varje produktion tas konstnärlig personal in för exempelvis teknik, scenografi, koreografi m.m. Teatern har ungefär en premiär vart annat år, därefter följer vanligtvis 20-30 föreställningar, sedan 2009, 50-60 stycken, både på kvälls- och dagtid. Publiken kommer från Uppsala- och Stockholmsregionen. 

## Produktioner
- 2000  Maran och Verkligheten, av ensemblen
- 2001 Momo - eller kampen om tiden, en tolkning av Michael Endes bok
- 2002 Stormen, en tolkning av William Shakespeares pjäs
- 2004 Alice i Underlandet en tolkning av Lewis Carrolls saga
- 2006 Romeo och Julia, en tolkning av William Shakespeares pjäs
- 2007 Råttfångaren i Hameln, en tolkning av den gamla folksagan
- 2009 Herr As pengar en tolkning av Selma Lagerlöfs Herr Arnes penningar
- 2012 Resenärerna, en Diktkabaré med dikter i urval av Nils Ferlin, Gustaf Fröding, Ylva Eggehorn, Gunnar Ekelöf,  Edit Södergran, Tomas Tranströmer m.fl.
- 2013 Kortfilmen Resenärerna, Under hösten 2013 gjorde Teater Blanca film av Resenärerna. Filmen är en fristående variant av föreställningen filmad till stor del vid Uppsala centralstation. Den hade premiär i årsskiftet 2013/2014.
- 2015 Måsen, en tolkning av Anton Tjechovs drama
- 2016 Långfilmen Efter Måsen. Filmen bygger på Anton Tjechovs drama Måsen. En del är en fiktiv, en annan visar repetitionsbilder från teateruppsättningen Måsen och en tredje bilder från teaterföreställningen Måsen.
- 2018 En Midsommarnattsdröm. Fritt efter William Shakespeare. Med citat av Gunnar Ekelöf, Charlotte Perrelli, Evert Taube, Ulla Billquist med flera. Premiär 29 september 2018.
- 2025 Gösta Berlings saga. Fritt efter Selma Lagerlöfs roman. Premiär den 3 april.

## Utmärkelser
- 2003 Kulturföreningen Särimners kultingpris. Motiveringen löd: | ” | I dagens samhälle stressar kampen om tiden människor att placera varandra i fack. Teater Blancas inneboende kraft låter sig dock inte begränsas av förenklade generaliseringar utan sveper som en storm över åskådaren. Ensemblens gränsöverskridande uttryck spränger invanda föreställningar och ger nytt liv till gamla texter. Trots Uppsalas bistra kulturklimat har en ny scen med professionella skådespelare etablerats i staden. Ett faktum som i sig är värt att uppmärksamma. | „ |
- 2010 nominerades Teater Blanca till Radio Upplands kulturpris
- 2015 Uppsala Kommuns Hedersstipendium till teaterns Konstnärliga ledare och Musikaliska ledare.

## Konstnärlig inriktning
Teater Blanca spelar teaterns klassiker. Idén är att göra seriös teater, med existentiella teman. Man arbetar också med att framföra och gestalta känd dikt vid sidan om teaterproduktionen. Teaterns skådespelare har olika typer av funktionsnedsättningar. I repetitionsarbetet tar man god tid på sig att låta varje skådespelare utforska sin roll för att gestalta den på ett genomtänkt sätt som möjligt. Varje roll skrivs om i nära samarbete med skådespelaren. Teatern har inget krav på produktionstakt, därför kan man låta den dramatiska processen styra arbetet.  

## Uppdrag
Teatern är en Daglig Verksamhet i Uppsala kommuns regi. Meningen med Daglig verksamhet är att människor med olika typer av funktionsnedsättningar ska få en meningsfull sysselsättning som liknar ett lönearbete. Det sker inom ramen för Lagen om stöd och service till vissa funktionshindrade. Verksamheten ska ge deltagaren en möjlighet till delaktighet i samhället. Teater Blancas idé är att den delaktigheten uppnår man bäst genom att göra en seriös teater som diskuterar de existentiella frågor som sysselsätter och engagerar både skådespelare och publik i mörka och ljusa stunder.    

## Kultingpriset
Då kulturföreningen Särimner 2015 meddelade att man delat ut Kultingpriset för sista gången, efter 20 års utdelning till olika kulturutövare i Uppsala, bestämde Teater Blanca för att ta över. Kultingpriset delas ut en gång per år till en person eller en grupp i Uppsala som "på ett förtjänstfullt sätt offrat sig för kulturen". Priset ger inte någon en hög med pengar men påminner om att någon ser, hör och gillar den kraft och energi som läggs ner på kultur i Uppsala. 2024 lämnade Teater Blanca över administrationen av kultingpriset till Reginateatern. 
- 2016 Kent Wennman

- 2017 Stina Wollter
- 2018 Maria och Ted Dluzewski
- 2019 Eva Högberg
- 2020 Uppsala Poetry slam (Gavs ut 2024)